# 文旦糖

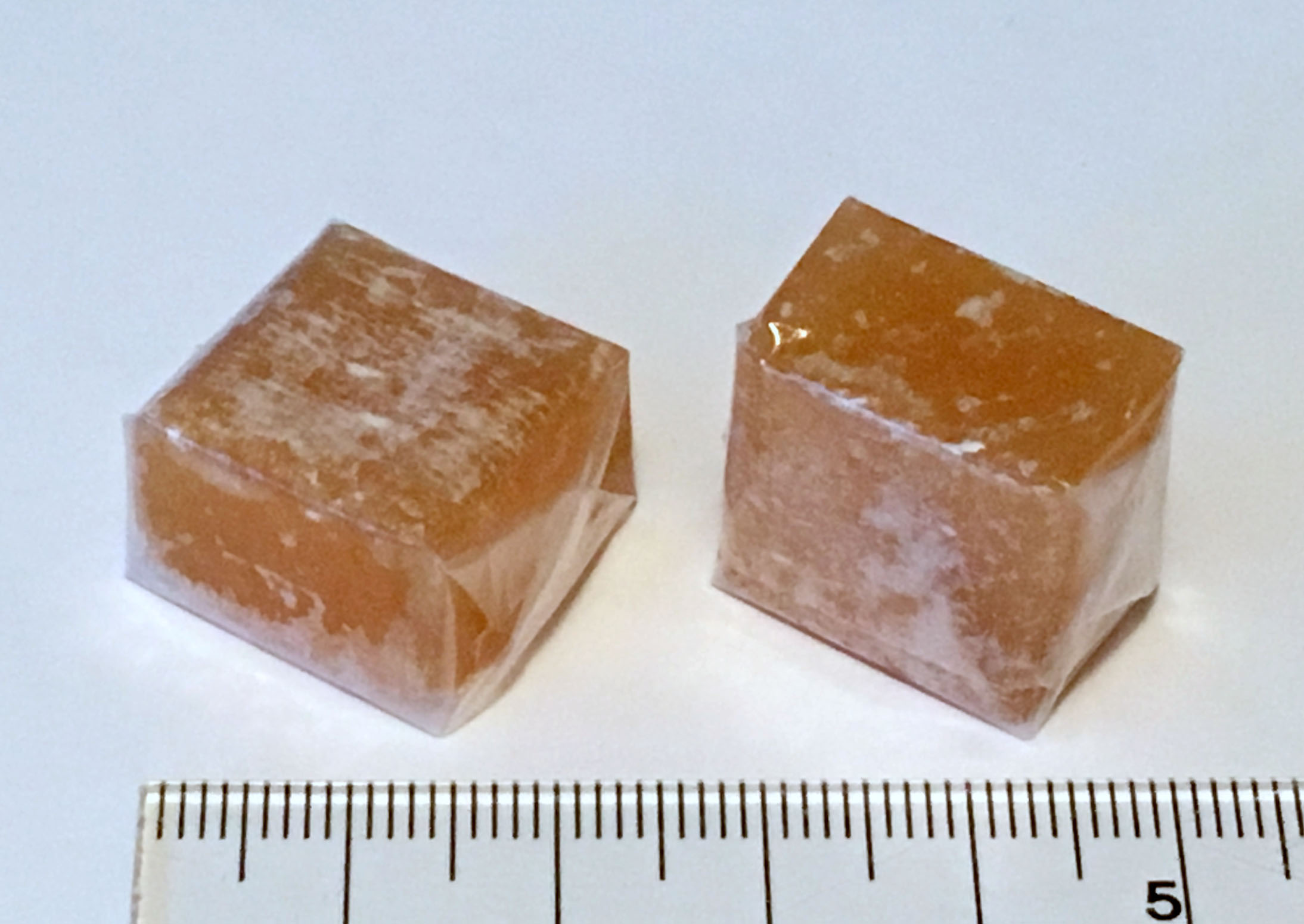
文旦糖

文旦糖（日语： Bontan ame */?）是日本的一種柚子味軟糖，口感柔软、有嚼勁。表面用米纸或糯米纸包裹。米纸干燥后看上去就像透明塑料膜，但它可以食用且入口即化。文旦糖在1924由明治制菓发明。因為那時日本流行西式糖果，所以生产商刻意将这种糖的外观做成西方焦糖的模样。在日本属于駄菓子的一種，这种廉价糖果通常体积小，包装鲜艳内附贴纸或奖品，主要面向日本学童销售。
Bontan（ボンタン）是日语柚子buntan（ブンタン）的拼写变体。

## 文旦糖
文旦糖的包装在美国几十年都没变过，是日本的標志性出口品。由JFC国际公司将这款商品从日本出口到北美。
JFC国际公司将文旦糖裝在小纸盒中，包裝中含有六块糖和一张贴纸，重21克。文旦糖是日本的一種柚子糖，商品名称Botan（平假名：ぼたん）为双关语：botan意为牡丹，另一種含義是该商品有bontan（柚子）般的柑橘味。商品包装上印有一朵牡丹花，牡丹花旁是日本传统文化中的纸扎狗inu hariko。

### 配方
葡萄糖浆（玉米淀粉、水）、糖、糯米、水、柠檬味香料、橙味香料、誘惑紅。
替代配方：水飴（谷物淀粉、水）、糖、糯米、水、柠檬味香料、橙味香料、誘惑紅 。
美国版配方：玉米糖浆，糖，水，糯米粉，威化涂层（马铃薯淀粉，红薯淀粉，菜籽油，大豆卵磷脂），天然香料，诱惑红。

### 营养表
含量：6块21克
一盒中的：1块
卡路里：60
脂肪热量：0
总脂肪含量：0.0克
钠：0毫克
总碳水化合物：14克
糖：2克
蛋白质：0克

## 其他品牌

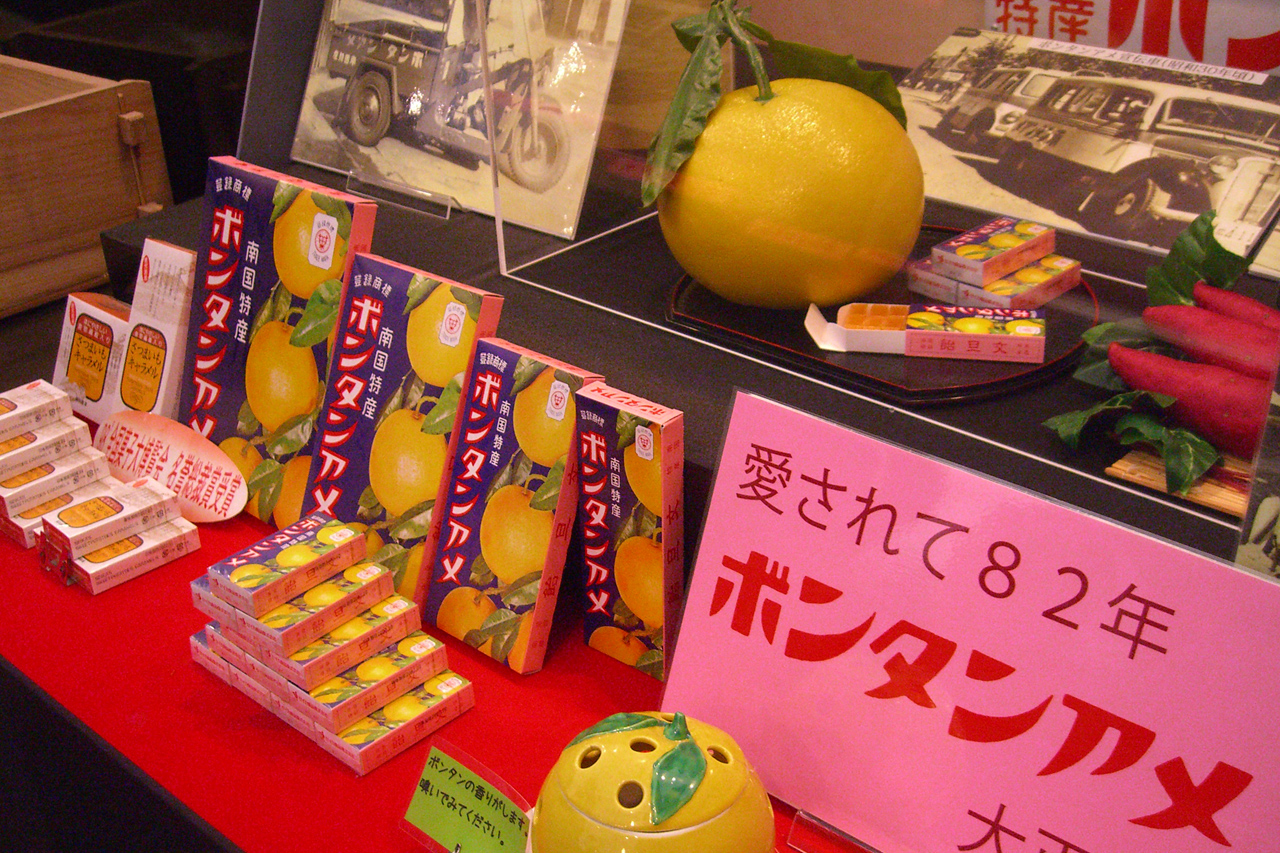
明治制菓的柚子糖

首批柚子糖于1924年由明治製菓生產。明治製菓还销售其他口味的糖，例如菠萝糖。另一个品牌是Tomoe Ame ，其包装与口味类似。还有Satsumaimo和Hyōrokumochi的柚子糖。